# Kyros Vassaras
Kyros Vassaras (griechisch Κύρος Βασάρας, * 1. Februar 1966) ist ein ehemaliger griechischer Fußballschiedsrichter. 

## Leben
Vassaras ist seit 1998 FIFA-Schiedsrichter. Sein erstes Länderspiel leitete er 1999 bei der Begegnung zwischen Österreich und San Marino. Bei den Olympischen Spielen 2004 in Athen leitete er das Finale der Männer zwischen Argentinien und Paraguay. Im Dezember 2007 wurde er als einer von 12 Schiedsrichtern der Fußball-Europameisterschaft 2008 nominiert. 
Das erste Spiel unter seiner Leitung war die Partie der Gruppe A zwischen Tschechien und Portugal (1:3) am 11. Juni 2008 in Genf. Am 16. Juni 2008 leitete er das Spiel der Gruppe B zwischen Polen und Kroatien (0:1) in Klagenfurt. Bei diesen Spielen wurde er von seinen Assistenten Dimitris Bozatzidis und Dimitris Saraidaris unterstützt.
Kyros Vassaras hat wegen seiner schweren Sportverletzung am 21. April 2009 seinen Rücktritt als Schiedsrichter in Griechenland bekannt gegeben.